# Municipio de Vance (condado de Lenoir)
El municipio de Vance (en inglés: Vance Township) es un municipio ubicado en el  condado de Lenoir en el estado estadounidense de Carolina del Norte. En el año 2010 tenía una población de 3.545 habitantes.

## Geografía
El municipio de Vance se encuentra ubicado en las coordenadas 35°19′38.59″N 77°40′52.91″O / 35.3273861, -77.6813639.